# Кригштеттен
Кригштеттен (нем. Kriegstetten) — коммуна в Швейцарии, окружной центр, находится в кантоне Золотурн. 
Входит в состав округа Вассерамт. Население составляет 1217 человек (на 31 декабря 2007 года). Официальный код — 2525.

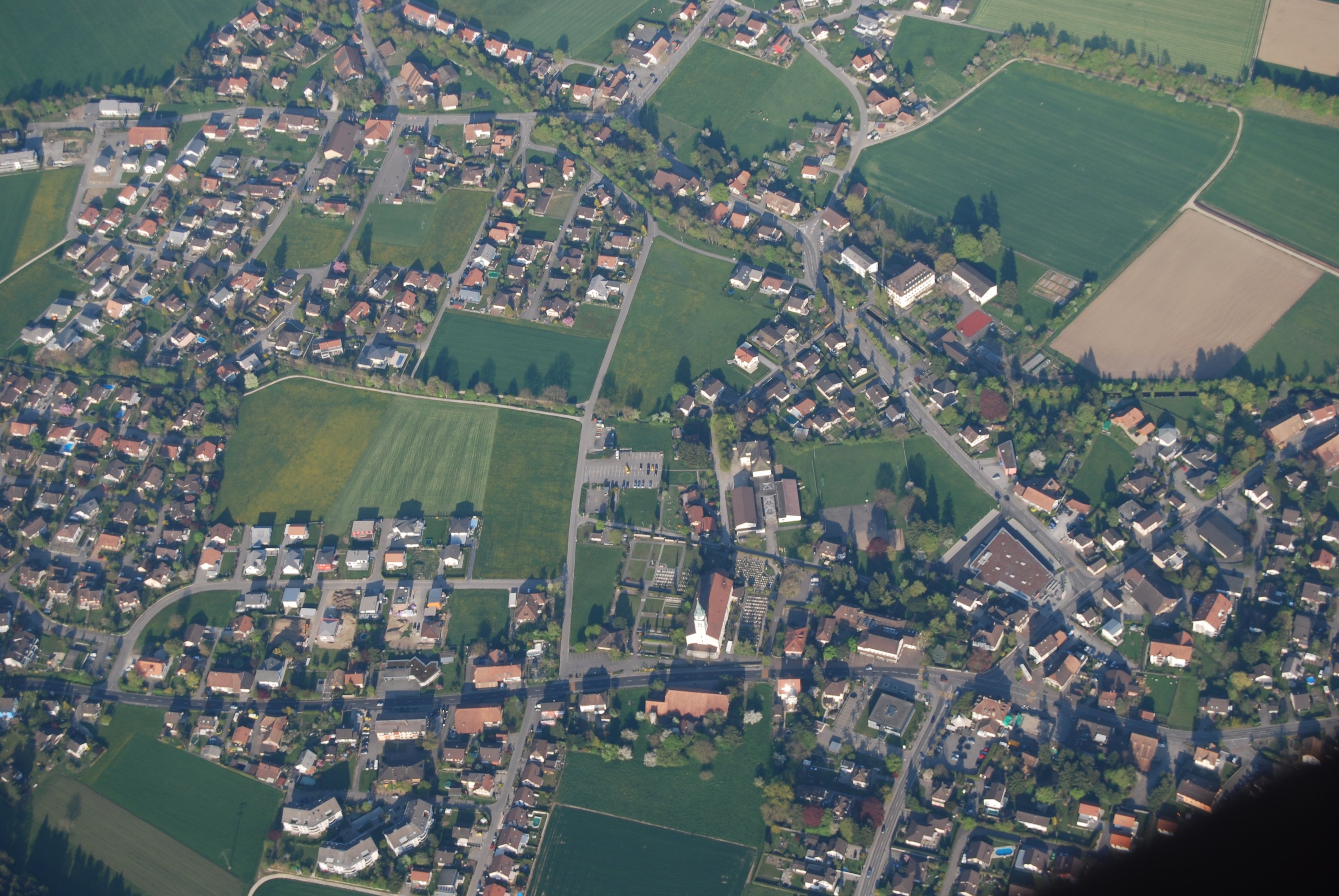
Кригштеттен